# Tujana Norpolowna Daschidorschijewa
Tujana Norpolowna Daschidorschijewa (russisch Туяна Норполовна Дашидоржиева; * 14. April 1996 in Zagan-Tschelutai, Burjatien) ist eine russische Bogenschützin.

## Karriere
Tujana Daschidorschijewa, die 2008 mit dem Bogenschießen begann und 2010 ihr internationales Debüt gab, erzielte ihren ersten internationalen Erfolg 2015 in Kopenhagen mit der Mannschaft, mit der sie Weltmeisterin wurde. Gemeinsam mit Inna Stepanowa und Xenija Perowa setzte sich die für ZSKA Moskau startende Daschidorschijewa im Halbfinale gegen die topgesetzte südkoreanische und im Finale gegen die indische Mannschaft durch. In der Einzelkonkurrenz schied sie in der dritten Runde gegen die spätere Weltmeisterin Ki Bo-bae aus. Im selben Jahr gewann sie bei der Sommer-Universiade in Gwangju mit der Mannschaft Bronze.
2016 startete sie im Mai in der Vorbereitung zu den Olympischen Spielen in Rio de Janeiro bei den Europameisterschaften in Nottingham. Im Einzel zog sie ins Finale ein, in dem sie Weronika Martschenko mit 1:7 unterlag und damit Vizeeuropameisterin wurde. Kurz darauf gehörte sie auch zum russischen Aufgebot bei den Olympischen Spielen. Nach 654 Punkten in der Platzierungsrunde gelang ihr im Einzel in der Ausscheidungsrunde direkt ein Auftaktsieg gegen Karma, schied dann aber bereits in der zweiten Runde gegen die Chinesin Cao Hui mit 4:6 aus. Weitaus erfolgreicher verlief der Mannschaftswettkampf. Aufgrund des zweitbesten Resultats in der Platzierungsrunde startete die russische Mannschaft in der Ausscheidungsrunde direkt im Viertelfinale, in dem sie sich mit 5:4 gegen Indien durchsetzten. Durch den anschließenden 5:3-Erfolg gegen Italien und dem damit verbundenen Finaleinzug stand der Medaillengewinn bereits fest. Im Finalduell unterlagen die Russinnen schließlich Südkorea deutlich mit 1:5, sodass Daschidorschijewa gemeinsam mit Inna Stepanowa und Xenija Perowa die Silbermedaille erhielt.
Ein Jahr später wiederholte sie bei der Sommer-Universiade in Taipeh ihren Erfolg von 2015 mit dem erneuten Gewinn der Bronzemedaille im Mannschaftswettkampf. Bei den Hallenweltmeisterschaften in Yankton sicherte sie sich 2018 eine weitere Mannschaftsmedaille. Zwar erreichten die Russinnen das Finale, unterlagen in diesem aber den Deutschen Michelle Kroppen, Elena Richter und Lisa Unruh mit 3:5.